# Trigonella coerulescens
Trigonella coerulescens är en ärtväxtart som först beskrevs av Friedrich August Marschall von Bieberstein och fick sitt nu gällande namn av  Eugen von Halácsy. Trigonella coerulescens ingår i släktet trigonellor, och familjen ärtväxter. Inga underarter finns listade i Catalogue of Life.